# WWE TLC: Tables, Ladders & Chairs
TLC: Tables, Ladders & Chairs é um evento de luta livre profissional produzido anualmente pela WWE, uma promoção com base em Connecticut. É transmitido ao vivo tanto em pay-per-view quanto pelo WWE Network. O evento foi criado em 2009, substituindo o Armageddon como o pay-per-view de dezembro. O conceito do evento é baseado em lutas de luta livre profissional contendo estipulações que toram o uso de mesas, escadas e cadeiras legal. Em 2014 o evento foi referido como TLC: Tables, Ladders and Chairs...and Stairs por conta de uma luta com degraus de aço entre Erick Rowan e Big Show.
O conceito para evento foi o mais votado pelos fãs no site da WWE, em contrapartida a um show com a temática de combates street fight e outro de um torneio de eliminação.
O show é realizado em arenas cobertas nos Estados Unidos. Lutas por títulos são marcadas em todos os cards, com os confrontos por títulos menos importantes acontecendo no começo do evento e pelo título principal no evento principal.
Com o retorno da extensão de marcas em 2016, o TLC se tornou em um evento exclusivo do SmackDown. Em 2018, foi anunciado que o TLC seria um evento interpromocional e foi transferido de volta para o slot de dezembro devido ao cancelamento do Clash of Champions.

## Eventos
| Nº | Evento                                       | Data                   | Cidade                   | Local                    | Evento principal |
| -- | -------------------------------------------- | ---------------------- | ------------------------ | ------------------------ | --- |
| 1  | TLC: Tables, Ladders & Chairs (2009)         | 13 de dezembro de 2009 | San Antonio, Texas       | AT&T Center              | Jeri-Show (Chris Jericho e The Big Show) (c) vs. D-Generation X (Triple H e Shawn Michaels) em uma luta Tables, Ladders, and Chairs pelo Unified WWE Tag Team Championship                                                        |
| 2  | TLC: Tables, Ladders & Chairs (2010)         | 19 de dezembro de 2010 | Houston, Texas           | Toyota Center            | John Cena vs. Wade Barrett em uma luta de cadeiras. |
| 3  | TLC: Tables, Ladders & Chairs (2011)         | 18 de dezembro de 2011 | Baltimore, Maryland      | 1st Mariner Arena        | CM Punk (c) vs. Alberto Del Rio vs. The Miz em uma luta triple threat Tables, Ladders, and Chairs pelo WWE Championship. |
| 4  | TLC: Tables, Ladders & Chairs (2012)         | 16 de dezembro de 2012 | Nova Iorque, Nova Iorque | Barclays Center          | Dolph Ziggler vs. John Cena em uma luta de escadas pelo contrato Money in the Bank pelo World Heavyweight Championship de Ziggler.                                                                                                |
| 5  | TLC: Tables, Ladders & Chairs (2013)         | 15 de dezembro de 2013 | Houston, Texas           | Toyota Center            | Randy Orton (campeão da WWE) vs. John Cena (campeão mundial dos pesos-pesados) em uma luta Tables, Ladders, and Chairs para unificar o WWE Championship e o World Heavyweight Championship no WWE World Heavyweight Championship. |
| 6  | TLC: Tables, Ladders and Chairs...and Stairs | 14 de dezembro de 2014 | Cleveland, Ohio          | Quicken Loans Arena      | Dean Ambrose vs Bray Wyatt em uma luta Tables, Ladders, and Chairs. |
| 7  | TLC: Tables, Ladders & Chairs (2015)         | 13 de dezembro de 2015 | Boston, Massachusetts    | TD Garden                | Sheamus (c) vs. Roman Reigns em uma luta Tables, Ladders, and Chairs pelo WWE World Heavyweight Championship. |
| 8  | TLC: Tables, Ladders & Chairs (2016)         | 4 de dezembro de 2016  | Dallas, Texas            | American Airlines Center | AJ Styles (c) vs. Dean Ambrose em uma luta Tables, Ladders, and Chairs pelo WWE World Championship. |
| 9  | TLC: Tables, Ladders & Chairs (2017)         | 22 de outubro de 2017  | Minneapolis, Minnesota   | Target Center            | Kurt Angle, Dean Ambrose e Seth Rollins vs. Braun Strowman, Kane, The Miz, Cesaro e Sheamus em uma luta Tables, Ladders, and Chairs handicap 5 contra 3.                                                                          |
| 10 | TLC: Tables, Ladders & Chairs (2018)         | 16 de dezembro de 2018 | San Jose, Califórnia     | SAP Center               | Becky Lynch (c) vs. Asuka vs. Charlotte Flair em uma luta Triple Threat Tables, Ladders, and Chairs pelo WWE SmackDown Women's Championship.                                                                                      |
| 11 | TLC: Tables, Ladders & Chairs (2019)         | 15 de dezembro de 2019 | Minneapolis, Minnesota   | Target Center            | The Kabuki Warriors (Asuka e Kairi Sane) (c) vs. Becky Lynch e Charlotte Flair em uma luta Tables, Ladders, and Chairs pelo WWE Women's Tag Team Championship.                                                                    |
| 12 | TLC: Tables, Ladders & Chairs (2020)         | 20 de dezembro de 2020 | São Petersburgo, Flórida | Tropicana Field          | Randy Orton vs "The Fiend" Bray Wyatt em uma luta Firefly Inferno |